# Allosergestes
Allosergestes is een geslacht van kreeftachtigen uit de klasse van de Malacostraca (hogere kreeftachtigen).

## Soorten
- Allosergestes index (Burkenroad, 1940)
- Allosergestes nudus (Illig, 1914)
- Allosergestes oleseni (Vereshchaka, 2009)
- Allosergestes pectinatus (Sund, 1920)
- Allosergestes pestafer (Burkenroad, 1937)
- Allosergestes sargassi (Ortmann, 1893)
- Allosergestes verpus (Burkenroad, 1940)
- Allosergestes vinogradovi (Vereshchaka, 2009)